# Кониче
Кониче (на сръбски: Кониче) е село в Сърбия, разположено в община Тутин, Рашки окръг. Намира се на 1189 метра надморска височина. Населението му според преброяването през 2011 г. е 233 души. При преброяването на населението през 2002 г. има 322 жители, от тях: 322 (100,00 %) бошняци.

## Население
Численост на населението според преброяванията през годините:
- 1948 – 491 души
- 1953 – 571 души
- 1961 – 600 души
- 1971 – 548 души
- 1981 – 458 души
- 1991 – 476 души
- 2002 – 322 души
- 2011 – 233 души